# Marie Hankel
Marie Dippe Hankel est une écrivaine allemande de littérature espérantophone née le 2 février 1844 à Schwerin (grand-duché de Mecklembourg-Schwerin dans l'actuelle nord-est de l'Allemagne), et décédée le 15 décembre 1929 à Dresde, en Allemagne. Elle est connue pour avoir fondé l'Esperantista Literatura Asocio (Association de littérature d'espéranto). Elle plaide également pour le suffrage des femmes.

## Biographie
En 1868, elle épouse Hermann Hankel à Tübingen. En 1903, elle apprend l'espéranto et déménage à Dresde pour se dédier entièrement au mouvement espérantiste. En 1908, elle co-organise le Congrès mondial d'Espéranto à Dresde. En 1909, elle participe et remporte le concours littéraire Internaciaj Floraj Ludoj (Jeux Floraux Internationaux). En 1910, elle prend la parole en faveur du droit de vote des femmes lors du Congrès mondial d'espéranto à Washington, DC. En 1911, elle fonde et devient la première présidente de l'Esperantista Literatura Asocio (Association de littérature d'espéranto) lors du Congrès mondial d'espéranto à Anvers.
Elle écrit de la poésie et de la prose dans cette langue. Ses titres incluent La simbolo de l'amo (Le symbole de l'amour), Tri unuaktaj komedioj (Trois comédies en un acte) et Sableroj (Grains de sable). Elle est la première poétesse en espéranto.
Marie Hankel décède le 15 décembre 1929.

## Œuvres
- La simbolo de l' amo (Le symbole de l'amour)
- Tri unuaktaj komedioj (Trois comédies en un acte)
- Sableroj (Grains de sable)

## Hommage
En 2003, une rue du quartier de Laubegast à Dresde a été nommée en son honneur.